# Bisschoppelijk paleis (gebouw)

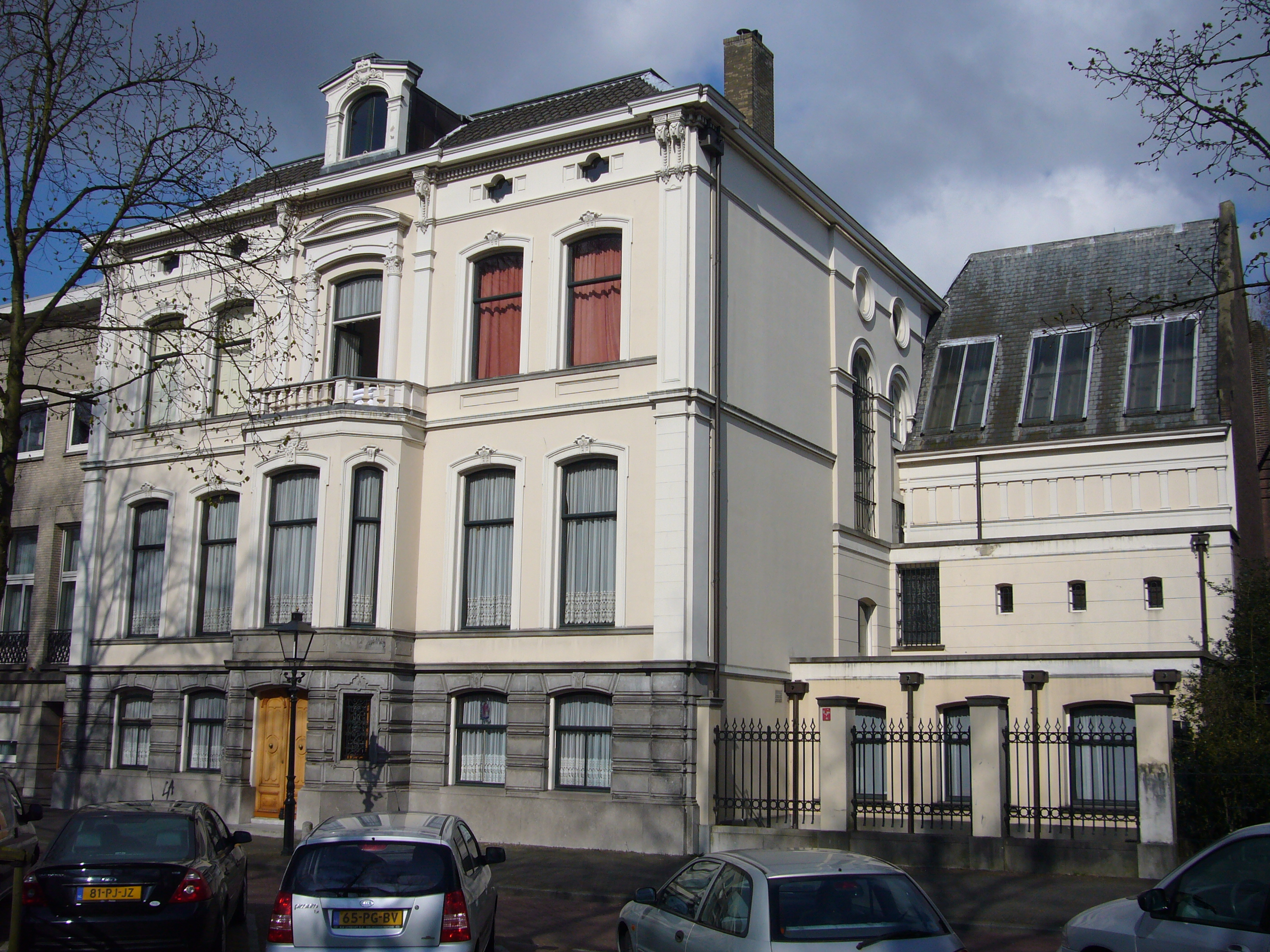
Aartsbisschoppelijk paleis van Utrecht

Een bisschoppelijk paleis (Latijn: domus episcopi) is de officiële ambtswoning van een bisschop. Als het om een aartsbisschop gaat, wordt het een aartsbisschoppelijk paleis genoemd. Het gebouw heeft de functie van woonhuis, en er bevindt zich het secretariaat en administratie van het rooms-katholieke bisdom. Het bisschoppelijk paleis is meestal gelegen in de buurt van de kathedraal. Vaak is het een groot herenhuis dat ook klaslokalen huisvestte voor de leer van het kerkelijk recht, en er is een bisschoppelijke kapel in gehuisvest. Deze kapel werd bediend door kapelaans vaak gekozen door de bisschop in het kapittel van de kanunniken. De kapel was meerdere keren per jaar de eindbestemming van processies, maar werd ook gebruikt voor belangrijke bisschoppelijke ceremonies, waaronder het afleggen van eden.